# LGD 게이밍
LGD 게이밍(LGD Gaming)은 중화인민공화국의 리그 오브 레전드, 도타 2, 발로란트 프로게임단이다. 과거에는 카운터-스트라이크: 글로벌 오펜시브, 오버워치 프로게임단을 운영했다.

## 리그 오브 레전드

### 연혁
- 2012년 2월 20일 : LGD Gaming 창단

### 소속 선수
- 감독 : 저우이샹
- 코치 : 르판

| 이름       | 소환사명 | 포지션  | 비고 |
| ---------- | -------- | ------- | ---- |
| 천궈지     | fearness | 탑      |      |
| 샤한시     | Chelizi  | 탑      |      |
| 딩즈하오   | Kui      | 정글    |      |
| 자오즈창   | shad0w   | 정글    |      |
| 지신유     | YeG      | 미드    |      |
| 장하이차오 | haichao  | 미드    |      |
| 저웨이     | Assum    | AD 캐리 |      |
| 허창       | Eric     | AD 캐리 |      |
| 세진산     | Jinjiao  | 서포터  |      |

### 주요 성적
- 리그 오브 레전드 월드 챔피언십 2020 12강
- 네스트 2020 8강
- 데마시아 컵 2020 8강
- 2021 리그 오브 레전드 프로리그 스프링 14위
- 2021 리그 오브 레전드 프로리그 서머 11위
- 네스트 2021 조별 리그 4위
- 데마시아 컵 2021 12강
- 2022 리그 오브 레전드 프로리그 스프링 16위
- 2022 리그 오브 레전드 프로리그 서머 14위

## 도타 2

### 연혁
- 2009년 : LGD Gaming 창단
- 2018년 4월 19일 : 파리 생제르맹 FC e스포츠와 네이밍 스폰 체결로 PSG.LGD로 팀명 변경

## 같이 보기
- 리그 오브 레전드 프로리그(LPL)